# Рей (округ, Міссурі)
Шаблон:StateAbbr_ 39°21′ пн. ш. 93°59′ зх. д. / 39.35° пн. ш. 93.99° зх. д.
Округ  Рей (англ. Ray County) — округ (графство) у штаті Міссурі, США. Ідентифікатор округу 29177.

## Демографія
За даними перепису 
2000 року 
загальне населення округу становило 23354 осіб, зокрема міського населення було 6759, а сільського — 16595.
Серед мешканців округу чоловіків було 11687, а жінок — 11667. В окрузі було 8743 домогосподарства, 6540 родин, які мешкали в 9371 будинках.
Середній розмір родини становив 3,07.
Віковий розподіл населення поданий у таблиці:
| Стать    | До 15 років | 15-21 | 22-29 | 30-39 | 40-49 | 50-65 | 65-85 | Понад 85 |
| -------- | ----------- | ----- | ----- | ----- | ----- | ----- | ----- | -------- |
| Чоловіки | 2741        | 1215  | 966   | 1725  | 1814  | 1940  | 1186  | 100      |
| Жінки    | 2534        | 1034  | 958   | 1694  | 1767  | 1972  | 1443  | 265      |

## Суміжні округи
- Колдвелл — північ
- Керролл — схід
- Лафаєтт — південь
- Джексон — південний захід
- Клей — захід
- Клінтон — північний захід

## Виноски
1. ↑  U.S. Decennial Census. United States Census Bureau. Процитовано 18 листопада 2014.
2. ↑  Historical Census Browser. University of Virginia Library. Архів оригіналу за 11 серпня 2012. Процитовано 18 листопада 2014.
3. ↑  Population of Counties by Decennial Census: 1900 to 1990. United States Census Bureau. Процитовано 18 листопада 2014.
4. ↑  Census 2000 PHC-T-4. Ranking Tables for Counties: 1990 and 2000 (PDF). United States Census Bureau. Процитовано 18 листопада 2014.
5. ↑  State & County QuickFacts. United States Census Bureau. Архів оригіналу за 29 липня 2011. Процитовано 12 вересня 2013.(англ.) Наведено за англійською вікіпедією.
6. ↑  American FactFinder. Бюро перепису населення США. Архів оригіналу за 26 лютого 2012. Процитовано 31 січня 2008.

| США | Це незавершена стаття з географії США. Ви можете допомогти проєкту, виправивши або дописавши її. |